# 釜山文化放送
釜山文化放送株式会社（プサンムナほうそう、朝鮮語:부산문화방송）は、大韓民国釜山広域市と慶尚南道東部を放送エリアとする放送局。略称は釜山MBC。テレビ局とラジオ局はMBC系列局。リモコンキーIDは11-1。

## 概要
- 韓国最初の民間商業ラジオ放送としてラジオ放送を開始した[1]。
- 1959年11月に韓国初の眞露のCMソングを放送した。
- 1990年代の一時期、韓国初で唯一のテレビ放送による平日午後の停波[2]時間を利用して同局のAMラジオ放送そのものをサイマル放送されていたことがあった。

## 本社所在地
- 大韓民国 48276 釜山広域市水営区甘浦路8番街69（民楽洞316-2）

## 沿革
- 1959年 - 文化放送[3]設立。
- 1959年4月15日 - 韓国最初の民放としてラジオ放送を開始。
- 1965年3月5日 - 現社名である釜山文化放送に名称変更。
- 1969年 - ラジオの出力を20kWに増力。
- 1970年1月24日 - テレビ放送（11ch）を開始。
- 1970年4月15日 - FM放送(88.9MHz)開始
- 1978年11月23日 - AMラジオの周波数を変更。（1160kHz → 1161kHz）
- 1997年 - 新社屋が完成。
- 2007年8月31日 - 地上波DMBを開始。

## 送信所・中継局一覧

### デジタルテレビ
- リモコンキーID：11-1
- 呼出符号（コールサイン）：HLKU-DTV

| 送信所     | 物理チャンネル | 空中線電力 |
| ---------- | -------------- | ---------- |
| 荒領山     | K-17ch         | 2.5kW      |
| 鼎冠       | K-22ch         | 50W        |
| 機張       | K-35ch         | 90W        |
| 大辺港     | K-35ch         | 0.05W      |
| 萇山       | K-32ch         | 20W        |
| 万徳       | K-28ch         | 90W        |
| 東三       | K-17ch         | 0.05W      |
| 天馬山     | K-49ch         | 90W        |
| 菉山       | K-46ch         | 90W        |
| 梁山タワー | K-27ch         | 90W        |

### アナログテレビ
（2012年10月9日午後2時に終了）
- 呼出符号：HLKU-TV

| 送信所 | チャンネル | 空中線電力 |
| ------ | ---------- | ---------- |
| 影島   | K-11ch     | 10kW       |
| 荒領山 | K-43ch     | 500W       |
| 菉山   | K-30ch     | 500W       |
| 梁山   | K-20ch     | 100W       |
| 万徳   | K-21ch     | 100W       |
| 天馬山 | K-41ch     | 100W       |
| 槐亭   | K-32ch     | 10W        |
| 盤松   | K-35ch     | 10W        |
| 萇山   | K-37ch     | 100W       |
| 機張   | K-47ch     | 100W       |

### ラジオ
釜山MBC ラジオ
| 送信所 | 周波数      | 空中線電力 | 呼出符号 |
| ------ | ----------- | ---------- | -------- |
| 荒領山 | FM 95.9MHz  | 3kW        | HLKU-SFM |
| 菉山   | FM 106.5MHz | 20W        | 無し     |
| 梁山   | FM 106.5MHz | 20W        | 無し     |
| 機張   | FM 106.5MHz | 20W        | 無し     |

釜山MBC FM4U
| 送信所 | 周波数     | 空中線電力 | 呼出符号 |
| ------ | ---------- | ---------- | -------- |
| 荒領山 | FM 88.9MHz | 5kW        | HLKU-FM  |

### 地上波DMB
Busan MBC
- 呼出符号：HLKU-TDMB
- 蔚山文化放送、MBC慶南と共同運営。

| 送信所     | 物理チャンネル（周波数） | 空中線電力 |
| 送信所     | 物理チャンネル（周波数） | 空中線電力 |
| ---------- | ------------------------ | ---------- |
| 荒嶺山     | K-12Ach (205.280MHz)     | 2kW        |
| 梁山タワー | K-12Ach (205.280MHz)     | 90W        |
| 機張       | K-12Ach (205.280MHz)     | 90W        |
| 鼎冠       | K-12Ach (205.280MHz)     | 90W        |
| 舞龍山     | K-12Ach (205.280MHz)     | 2kW        |
| 仏母山     | K-12Ach (205.280MHz)     | 2kW        |
| 密陽       | K-12Ach (205.280MHz)     | 90W        |
| 巨済       | K-12Ach (205.280MHz)     | 90W        |
| 咸安       | K-12Ach (205.280MHz)     | 90W        |
| 将軍台山   | K-9Ach (187.280MHz)      | 2kW        |
| 三千浦     | K-9Ach (187.280MHz)      | 90W        |
| 紺岳山     | K-9Ach (187.280MHz)      | 2kW        |

## 海外の提携放送局
- 日本 九州朝日放送
- 中国 西安電視台
- 中国 天津広播電台
- オーストラリア TVQ Channel 10
- パプアニューギニア NBC
- マレーシア Radio TV Malaysia

## ラジオID
釜山MBCラジオでは、時報前のBGMに「CAN'T STOP THE CLASSICS LOUIS CLARK」も使用。「마음을 나눕니다. 희망을 발견합니다. 함께해서 행복한 이 시간, 여러분의 부산문화방송입니다.（心を分ける。希望を発見します。一緒に幸せなこの時間、皆さんの釜山文化放送です。）」もコールされる。